# Makoto Shinkai
Makoto Shinkai (新海 誠, Shinkai Makoto), nascut com Makoto Niitsu (新津 誠, Niitsu Makoto) (nascut 9 de febrer de 1973) és un director, productor, animador, escriptor, mangaka i actor de veu principal d'anime. Originari de la prefectura de Nagano en Japó. Va estudiar literatura japonesa en la universitat. La seua passió per la creació es deu al manga, anime i novel·les que va llegir mentre estava en la secundària.
El seu anime preferit és Làputa, el castell al cel (Tenkû no shiro Laputa), de Hayao Miyazaki. Shinkai ha estat anomenat El nou Miyazaki en diversos articles, incloent-hi Anime Advocates i ActiveAnime, encara que ell no està d'acord amb aquesta comparança, adduint que "és una sobreestimació".

## Estil[calcitació]
El cinema de Makoto Shinkai és força influenciat per les tradicions japoneses i, per exemple, la majoria de les seves pel·lícules giren entorn del clima o a altres fenòmens atmosfèrics, un tret molt característic de l'art japonès a causa de la seva filosofia xintoista, el seu clima estacional i la seva vulnerabilitat a les catàstrofes naturals, així doncs, The Garden of Words i El temps amb tu giren entorn de la pluja, els capítols de 5 Centimeters per Second gaudeixen d'una forta presència de les estacions de l'any, un meteorit i el crepuscle són molt importants a la història de Your Name i Suzume parla sobre els terratrèmols. A aquestes pel·lícules poden observar-se altres elements tradicionals, per exemple, la Mitsuha de Your Name és una miko, és a dir, una sacerdotessa xintoista.
El coneixements literaris del director també es fan palès a la seva obra. El guió de 5 Centimeters per Second utilitza un to molt literari i fins i tot epistolar. A més a més, els personatges de The Garden of Words comparteixen tankas, un estil de poesia tradicional i propi del Japó.
Per altra banda, la música és un element cabdal dels seus films i de sovint aquests tenen un moment en el qual es tornen quasi un videoclip i la música acapara tot el protagonisme. Les seves bandes sonores solen ser obra del grup Radwimps.
L'amor i com les persones es distancien amb el pas del temps és un tema molt recurrent al seu cinema tot i que no es verbalitzi explícitament.
Malgrat que és especialment conegut per la seva faceta cinematogràfica, Makoto Shinkai tendeix a escriure una versió literària i una versió manga de cada història a més de la cinematogràfica, la qual no necessàriament és la primera de les versions.

## Treballs[calcitació]
En 1999, Shinkai presentà Kanojo to kanojo no neko (Ella i el seu gat), un curt de cinc minuts fet en blanc i negre que guanyà diversos premis, incloent-hi el gran premi en el DoGA CG Animation contest de l'any 2000. El curt explora els detalls de la vida d'un gat, narrats des de la perspectiva d'aquest, i del temps que passa amb la seua mestressa, una jove.
Després de guanyar el gran premi, Shinkai començà a pensar en una continuació mentre treballava com dissenyador gràfic per a Falcom, una companyia de videojocs. Mesos després, al juny del 2000, Shinkai s'inspirà en el dibuix d'una xica enfront del tauler d'instruments d'un avió, subjectant un telèfon cel·lular per a començar Hoshi no Koe. Poc temps després, fou contactat per Mangazoo, que li oferí "treballar amb ell", donant-li l'oportunitat de convertir la seua idea en un anime que ells pogueren vendre. Al maig del 2001, va renunciar al seu treball en Falcom i començà a treballar en la idea. En una entrevista, Shinkai va assenyalar que la producció va prendre prop de set mesos de "treball de debò".
Hoshi no Koe fou seguit pel llargmetratge de 90 minuts Kumo no mukō, yakusoku no basho error: {{nihongo}}: Cal text en japonès o romaji (help), que fou presentat en tot Japó el 20 de novembre del 2004. Fou aclamat per la crítica, guanyant molt reconeixement.
El següent projecte de Shinkai es va titular Cinc centímetres per segon 秒速５センチメートル (Byōsoku Go Senchimētoru) i fou presentat el 3 de març del 2007. Aquest consisteix en tres curts titulats Oukashou, Cosmonaut i 5 Centimeters per Second. El temps total de reproducció és d'una hora.
A més dels seus propis projectes, Shinkai també assisteix en l'animació eroge d'obertures de pel·lícules per a Minori, una companyia dedicada a la producció de novel·les visuals.
El 2016 va estrenar Your name, que es va convertir en la quarta pel·lícula més taquillera de la història del Japó.
| Títol                                                                                         | Any  | Apareix als crèdits com a | Apareix als crèdits com a | Apareix als crèdits com a | Apareix als crèdits com a                        | Apareix als crèdits com a | Paper                   | Notes        |
| Títol                                                                                         | Any  | Director                  | Guionista                 | Productor                 | Altres                                           | Actor                     | Paper                   | Notes        |
| --------------------------------------------------------------------------------------------- | ---- | ------------------------- | ------------------------- | ------------------------- | ------------------------------------------------ | ------------------------- | ----------------------- | ------------ |
| The World be Enclosed (囲まれた世界 Kakomareta Sekai)                                         | 1998 | Sí                        |                           |                           | Animador                                         |                           |                         | Curtmetratge |
| Other Worlds (遠い世界 Tōi Sekai)                                                             | 1998 | Sí                        |                           |                           | Animador                                         |                           |                         | Curtmetratge |
| She and Her Cat (彼女と彼女の猫 Kanojo to Kanojo no Neko)                                     | 1999 | Sí                        | Sí                        |                           | Animador                                         | Sí                        | Her cat (Doblatge)      | Curtmetratge |
| Voices of a Distant Star (ほしのこえ Hoshi no Koe)                                            | 2002 | Sí                        | Sí                        | Sí                        |                                                  | Sí                        | Noboru Terao (Doblatge) | Curtmetratge |
| Minna no Uta: "Egao" (みんなのうた「笑顔」)                                                   | 2003 | Sí                        |                           |                           |                                                  |                           |                         | Curtmetratge |
| The Place Promised in Our Early Days (雲のむこう、約束の場所 Kumo no Mukō, Yakusoku no Basho) | 2004 | Sí                        | Sí                        | Sí                        | - Storyboards - Art de fons - Disseny            |                           |                         |              |
| 5 Centimeters per Second (秒速5センチメートル Byōsoku Go-Senchimētoru)                        | 2007 | Sí                        | Sí                        | Sí                        | - Storyboard - Director d'art - Disseny de color |                           |                         |              |
| Children Who Chase Lost Voices (星を追う子ども Hoshi o Ou Kodomo)                             | 2011 | Sí                        | Sí                        | Sí                        | - Cinematografia - Edició                        |                           |                         |              |
| Dareka no Manazashi (だれかのまなざし Dareka no Manazashi)                                    | 2013 | Sí                        | Sí                        |                           |                                                  |                           |                         | Curtmetratge |
| The Garden of Words (言の葉の庭 Kotonoha no Niwa)                                             | 2013 | Sí                        | Sí                        |                           | - Fotografia - Disseny de color - Edició         |                           |                         |              |
| Your name (君の名は。 Kimi no Na wa.)                                                         | 2016 | Sí                        | Sí                        |                           | - Fotografia - Disseny de color - Edició         |                           |                         |              |
| El temps amb tu (天気の子 Tenki no Ko)                                                        | 2019 | Sí                        | Sí                        |                           | - Fotografia - Disseny de color - Edició         |                           |                         |              |